# Zhang (unité)
Chang
Pour les articles homonymes, voir Chang et Zhang.
Le zhang, ou chang, est une unité de mesure des angles utilisée en astronomie chinoise. Elle fait partie d'un ensemble de trois unités d'angle, avec le chi et le cun, utilisées pour estimer certains angles sur la sphère céleste.

## Valeur duzhang
Paradoxalement, aucun document n'indique la valeur exacte d'un zhang ou de ses unités associées. En particulier, il n'existe pas de table de conversion entre le zhang et l'unité d'angle utilisée pour déterminer les coordonnées des objets sur la sphère céleste, le du, dont la valeur est à peine inférieure à un degré. 
De nombreux traités astronomiques s'accordent par contre sur certains éléments concernant le zhang : 
- il s'agit d'un angle correspond à 10 chi, un chi correspondant lui-même à 10 cun ;
- il n'est jamais utilisé pour déterminer la position d'un astre, c'est-à-dire son ascension droite ou sa déclinaison, mais pour estimer une taille angulaire ou une distance angulaire entre deux objets ;
- il s'agit d'un angle important, plusieurs éléments laissant entendre que le chi correspond à environ un degré ;
- aucun angle supérieur à 15 zhang ne semble mentionné dans les documents historiques.

Outre le dernier point, suggérant que le zhang n'excède guère 15 degrés, d'autres éléments laissent entendre que le zhang correspond à un angle important. Par exemple, lors du très spectaculaire passage de la comète de Halley de 837, dont on sait aujourd'hui qu'elle était au plus près à seulement trois millions de kilomètres de la Terre, les documents chinois indiquent qu'elle avait atteint une taille de 8 zhang, un angle sans doute considérable sur la sphère céleste étant donné la proximité de la comète et le nombre de documents historique mentionnant son passage cette année-là. 
La façon dont le zhang était effectivement mesuré n'est actuellement pas connue. Il est possible qu'il ait été estimé sans instruments. C'est en tout cas ce qui pourrait être le cas du cun ou du chi, dont les estimations modernes sur foi de documents existants donnent lieu à une incertitude très importants. Cependant, la valeur moyenne du chi est estimée comme étant vraisemblablement aux alentours de un degré (c'est-à-dire un du), aussi la valeur d'une dizaine de degrés pour le zhang apparaît-elle vraisemblable.